# 니카호번
니카호 번(일본어: 仁賀保藩 니카호한[*])은 일본 에도 시대 초기에 있던 데와국 유리군(현재: 아키타현 니카호시) 니카호에 위치했던 번이다.

## 번의 역사
니카호씨는 센고쿠 시대에는 데와국 야마네관(山根館)을 거점으로 한, 고쿠진 연합인 유리 십이두의 중심적 존재였다. 니카호 기요시게는 아카오즈 가문 출신으로 니카호 기요하루의 양자가 되었다. 기요시게는 게이초 5년(1600년) 세키가하라 전투 때 동군에 가담하여 서군의 우에스기 가문 소속 성을 함락시킨 전공을 인정받아, 5천 석 영지를 안도받았다. 게이초 7년(1602년)에는 히타치노쿠니 다케다로 이봉되었다가, 오사카 전투 등에서 세운 공으로 겐나 9년(1623년) 10월 18일, 옛 영지인 니가호로 돌아와 1만 석을 보유한 다이묘가 되면서 니가호 번이 탄생했다.
하지만 니카호 기요시게는 간에이 원년(1624년)에 사망하였고, 맏아들 니카호 요시토시에게 7천 석, 둘째 아들 니카호 시게마사에게 2천 석, 셋째 아들 니카호 시게쓰구에게 1천 석이 주어져 각각 분봉받아 하타모토가 되면서, 니카호 번은 생겨난 지 2년 만에 폐지되고 말았다.

## 역대 번주
- 니카호 기요시게(仁賀保挙誠) 재위 1623년 ~ 1624년